# Revenge (kolumbianische Band)
Revenge ist eine kolumbianische, 2002 gegründete Speed-Metal-Band aus Medellín.

## Stil
Die Band spielt „Old-Schooligen Speed Metal, versetzt mit Anleihen klassischer Metal Bands“. Speziell beim Eröffnungsstück des 2017er-Werks Spitting Fire werden „ganz frühe Running Wild (‚Victim Of States Power‘) und Savage Grace (‚Sins Of The Damned‘)“ als Referenzen herangezogen. An anderer Stelle werden neben Running Wild (als „Rock'n'Rolf noch nicht die sieben Meere segelte“) zudem die kanadischen Bands Exciter und Razor als weitere Referenzen genannt.
Geschwindigkeit ist dabei ein wesentliches Stilelement für die Band: „Alle acht Stücke auf Spitting Fire folgen derselben Regel: Schneller Start, hochschalten in den fünften Gang, das Gaspedal sprichwörtlich durchgedrückt“ (englisch „All eight songs within Spitting Fire follow the same formula: start fast, shift into fifth gear, and put the pedal to the proverbial metal.“).

## Rezeption
„Der letzte Output ‚Harder Than Steel‘ von 2014 zeigte die Band in absoluter Höchstform und zählt zu den besten VÖ’s der letzten Jahre auf dem Speed Metal Sektor weltweit.  [...] Das Rad wird [mit ‚Spitting Fire‘] nicht neu erfunden, aber hier lässt sich herrlich headbangen oder die Luftgitarre auspacken.“

## Diskografie

### Alben
- 2005: Metal Warriors (Dark Music Productions, Rostrum Metralla Prod., Total Desaster Productions)
- 2007: Rage and Revenge (Wicked Kreations, Iron Shield Records)
- 2008: Revenge (Kompilation, Rata Mutante Records, Hellhoundz)
- 2009: Death Sentence (Rata Mutante Records, Kill Again Records, Floga Records, Rostrum Metralla Prod., EBM Records)
- 2011: Metal Is: Addiction and Obsession (Rata Mutante Records, Kill Again Records, Floga Records, Rostrum Metralla Prod., EBM Records)
- 2012: Vendetta (Rata Mutante Records, Kill Again Records, Floga Records, Metal Command Records, Metal Squad Records)
- 2014: Live Attack (Livealbum, Ultra Metal Productions, Imperioculto Producciones)
- 2014: Harder than Steel (Rata Mutante Records, Ultrametal Productions, Iron Shield Records)
- 2017: Spitting Fire (Rata Mutante Records, Austenitized Records, Iron Shield Records)

### Singles und EPs
- 2004: Fire Attack (Single)
- 2006: Speed Metal Overload (Single)
- 2008: The Thumbstones Scream (Single)
- 2008: Bang Your Head (EP, Rata Mutante Records)
- 2009: Vengeance of Hell (Single)
- 2009: Whipping Death (EP, Iron Bonehead Productions)
- 2013: The Ritualist (Single)
- 2013: Soldiers Under Satan's Command (EP, Rata Mutante Records)
- 2016: Die Hard (EP, Ultrametal Productions)

### Splits
- 2012: Brotherhood of Guillotine (mit Nadimac, Silent Scream Records)
- 2012: Sadistic Perversions (mit Satanika, Coffinfeeder Distro)
- 2013: Evil, Lust and Perverse Sounds of Metal!!! (mit Bloodlust, Rata Mutante Records)
- 2013: Speed Metal Sentence (mit Evil Force, Eigenverlag)
- 2013: Speed Legion (mit Bloody Nightmare, Repulsion Records)

### Sonstige
- 2003: Infernal Angels (Demoaufnahme)
- 2010: Revenge Is Very Good Eaten Cold (Video, Rata Mutante Records)